# ロンドンオリンピック・パラリンピック組織委員会
ロンドンオリンピック・パラリンピック組織委員会（The London Organising Committee of the Olympic and Paralympic Games）は、2012年のロンドンオリンピック・ロンドンパラリンピックのための組織委員会。略称は、LOCOG。
本部は、 ロンドン東部のカナリー・ワーフにあるOne Churchill Placeに置かれた。

## 概要
2005年7月6日の第117次IOC総会にて、2012年夏季オリンピックの開催地にロンドンが選ばれたことを受け、組織を発足。同年10月7日に初会議をおこなった。
会長は、同五輪招致委員会の委員長も務めていたセバスチャン・コー。コー自身が五輪中距離走の金メダリストであるとともに、組織委の役員の約半分が元選手で構成された。
今回は、オリンピック・パラリンピック史上初となる、計画段階から同一の組織委員会による大会運営となった（大会ロゴも共通である）。
聖火リレー、開会式を含めた大会運営、マスコットの決定やチケットの販売など、活動範囲は多岐にわたる。
開催50日前の6月7日には、「開幕当日には全国で鈴を鳴らそう」「自宅の庭にオリンピックを象徴する花の種を撒こう」など、五輪への参与を推進する『50項目の提案』を市民によびかけた。

## 理事会
出典:
- 会長:セバスチャン・コー
- 副会長:キース・ミルズ
- IOC委員:アン王女
- チャールズ・アレン
- ムハマド・アブドゥル・バリ
- IPC会長(IOC委員):フィリップ・クレーブン
- 事務総長:ポール・ダイトン
- ジョナサン・エドワーズ
- トニー・ホール
- アンドリュー・ハント
- ジャスティン・キング
- スティーブン・ラブグローブ
- ロード・モイニヘン
- ティム・レディッシュ
- IOC委員:クレイグ・リーディー
- マーティン・スチュワート
- ロビン・ウォレス
- ニール・ウッド

IOCの規則により、開催都市を抱える国のIOC委員、及びオリンピック委員会とパラリンピック委員会から組織委員会の理事に加わることが規定されている。

## シニアチーム
出典:
- 大会統括部長:ドーグ・アーノット
- 情報通信部長:ジャッキー・ドイル
- 競技会場部長:ジェームズ・バレー
- 会長:セバスチャン・コー
- 事務総長:ポール・ダイトン
- 輸送部長:リチャード・ジョージ
- 選手村部長:ニゲル・ガーフィット
- パラリンピック部長:クリス・ホームズ
- プログラム部長:スー・ハント
- 競技部長:デビー・ジェヴァンズ
- セキュリティー部長イアン・ジョンストン
- 顧問:テリー・ミラー
- 副会長:キース・ミルズ
- 式典部長:ビル・モリス
- 情報戦略部長:ジェリー・ペネル
- 人権部長:ジン・トムリン
- 放送部長クリス・タウンセンド
- 財務部長:ニール・ウッド